# Teruko Yokoi
Teruko Yokoi (japonais : 横井 照子) est une artiste japonaise. Elle est née dans la Préfecture d'Aichi. Elle a vécu à Berne et a été active à l'international.

## Livres
- Comme un petit coquelicot (1986)
- Die fünf Jahreszeiten. Les cinq saisons. The five seasons: Teruko Yokoi (1990)[3]
- Teruko Yokoi - Schnee Mond Blumen (2009)[4]
- Mond-Sonne Jahrezeiten (2010)
- 70 years of artist life of Teruko Yokoi -Japanese Poems drawn in Switzerland (2015)